# Käthe-Kollwitz-Preis

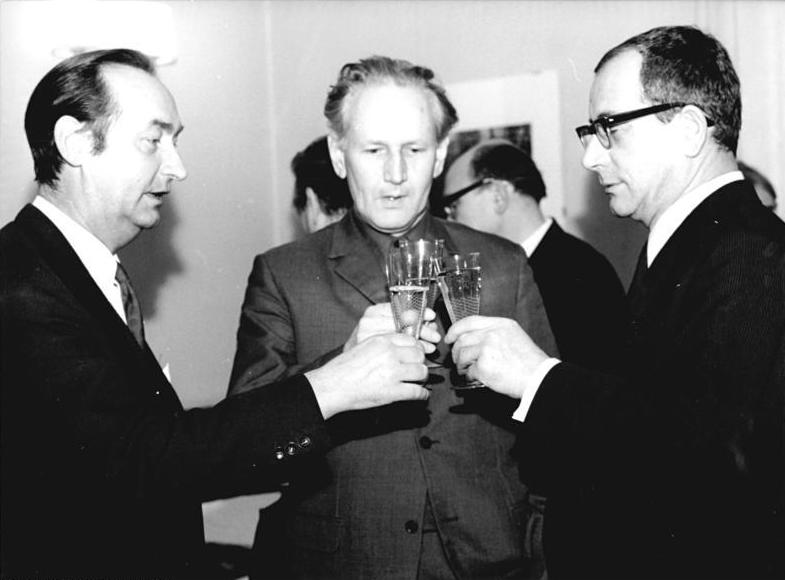
Ein Toast nach der Auszeichnung Willi Sittes (rechts) mit dem Käthe-Kollwitz-Preis im Jahr 1968, links Werner Klemke, in der Mitte Kurt Schwaen

Der Käthe-Kollwitz-Preis ist ein in Deutschland vergebener und nach der Künstlerin Käthe Kollwitz
benannter Kunstpreis.
Der 1960 von der Akademie der Künste der Deutschen Demokratischen Republik gestiftete und am 26. März 1960 erstmals vergebene Preis wird jährlich von der Akademie der Künste (Berlin) an einen bildenden Künstler vergeben, der damit für ein Werk oder sein Gesamtschaffen geehrt wird. Den Preis vergibt eine Jury, deren Mitglieder jedes Jahr neu bestimmt werden. Mit der Auszeichnung ist auch eine Ausstellung im Gebäude der Akademie verbunden. Seit 1992 wird das Preisgeld in der Höhe von 12.000 Euro (Stand 2020) von der Kreissparkasse Köln, der Trägerin des Käthe-Kollwitz-Museums in Köln, mitfinanziert.

## Preisträger
- 2025: wird nicht vergeben
- 2024: Candida Höfer, Fotografin[1]
- 2023: Sandra Vásquez de la Horra, Bildende Künstlerin
- 2022: Nan Goldin, Fotografin
- 2021: Maria Eichhorn, Konzeptkünstlerin
- 2020: Timm Ulrichs, Bildender Künstler
- 2019: Hito Steyerl, Filmemacherin und Autorin
- 2018: Adrian Piper, Konzeptkünstlerin
- 2017: Katharina Sieverding, Fotografin[2]
- 2016: Edmund Kuppel, Fotografie- und Filmkünstler
- 2015: Bernard Frize, Maler
- 2014: Corinne Wasmuht, Malerin[3]
- 2013: Eran Schaerf, Künstler, Autor, Hörspiel- und Filmemacher
- 2012: Douglas Gordon, Künstler[4]
- 2011: Janet Cardiff, Installationskünstlerin und Filmemacherin,  gemeinsam mit George Bures Miller[5]
- 2010: Mona Hatoum, Künstlerin
- 2009: Ulrike Grossarth, Tänzerin, Malerin und Konzeptkünstlerin
- 2008: Gustav Kluge, Maler
- 2007: Hede Bühl, Bildhauerin
- 2006: Thomas Eller, Künstler, Kurator und Autor
- 2005: Lutz Dammbeck, Maler, Grafiker und Filmemacher
- 2004: Peter Weibel, Künstler, Ausstellungskurator, Kunst- und Medientheoretiker
- 2003: Horst Münch, Maler, Bildhauer, Fotograf, Autor und Videok
- 2002: Renate Anger
- 2001: Jürgen Schön, Bildhauer
- 2000: Svetlana Kopystiansky, Künstlerin
- 1999: Mark Lammert, Maler, Zeichner, Grafiker und Bühnenbildner
- 1998: Miriam Cahn, Künstlerin
- 1997: Astrid Klein, Malerin, Grafikerin, und Fotokünstlerin
- 1996: Martin Kippenberger, Maler, Installationskünstler, Performancekünstler, Bildhauer und Fotograf
- 1995: Micha Ullman, Künstler
- 1994: Karla Woisnitza, Malerin und Grafikerin
- 1993: Martin Assig, Maler
- 1992: Lothar Böhme, Maler
- 1991: Manfred Butzmann, Grafiker
- 1990: Konrad Knebel, Maler und Grafiker
- 1989: Claus Weidensdorfer, Maler und Grafiker
- 1988: Christa Sammler, Bildhauerin
- 1987: Max Uhlig, Maler
- 1986: Gerhard Goßmann, Graphiker und Illustrator
- 1985: Joachim John, Maler, Grafiker und Autor
- 1984: Manfred Böttcher, Maler und Grafiker
- 1983: Sabina Grzimek, Bildhauerin
- 1982: Hans Vent, Maler und Grafiker
- 1981: Elizabeth Shaw, Grafikerin und Kinderbuchautorin
- 1980: Werner Tübke, Maler und Graphiker
- 1979: Wilfried Fitzenreiter, Bildhauer und Medailleur
- 1978: Dieter Goltzsche, Maler, Zeichner und Grafiker
- 1977: Horst Zickelbein, Maler und Grafiker
- 1976: Harald Metzkes, Maler
- 1975: Werner Stötzer, Bildhauer und Zeichner
- 1974: Wieland Förster, Bildhauer, Zeichner, Maler und Schriftsteller
- 1973: René Graetz, Bildhauer, Grafiker und Maler
- 1972: Herbert Sandberg, Grafiker und Karikaturist
- 1971: Curt Querner, Maler
- 1970: Gerhard Kettner, Lithograf und Graphiker
- 1969: Theo Balden, Bildhauer und Grafiker
- 1968: Willi Sitte, Maler und Grafiker
- 1967: Otto Nagel, Maler
- 1966: Fritz Dähn, Maler
- 1965: Fritz Duda, Maler und Grafiker
- 1964: Herbert Tucholski, Kunstmaler, Grafiker und Publizist
- 1962: Sella Hasse, Malerin und Grafikerin
- 1961: Arno Mohr, Maler und Grafiker
- 1960: Karl Erich Müller, Maler und Grafiker